# Wojciech Chrzanowski (chemik)
Wojciech  Leon  Chrzanowski (ur. 1952 w Toruniu) – polski chemik, doktor habilitowany nauk chemicznych, specjalizujący się m.in. w chemii fizycznej powierzchni i elektrochemii. Prodziekan Wydziału Chemicznego Politechniki Gdańskiej Politechniki Gdańskiej od 2012 r.

## Życiorys
W 1975 r. ukończył z wyróżnieniem studia magisterskie na kierunku Technologia Chemiczna, w specjalności Technologia Nieorganiczna (specjalizacja: ochrona przed korozją), na Wydziale Chemicznym PG. W tym samym roku został zatrudniony w Zakładzie Technik Analitycznych ówczesnego Instytutu Inżynierii Chemicznej i Technik Pomiarowych. W 1984 r. obronił pracę doktorską wykonaną pod kierunkiem prof. Rafała Staszewskiego pt. „Elektrochemiczny detektor dla chromatografii gazowej do selektywnego oznaczania związków siarki” (nauki techniczne, wyróżnienie). W latach 80. zajmował się produkcją automatycznych analizatorów siarki całkowitej w różnego typu próbkach w oparciu o własne patenty z doktoratu. Niektóre z aparatów pracowały jeszcze w XXI wieku. W latach 1988–1992 zakładał na Wydziale Chemicznym PG studenckie laboratorium komputerowe. W 1992 r. wyjechał na staż zagraniczny do Kanady (UdeS) i USA (UIUC) W 2001 r. uzyskał stopień naukowy doktora habilitowanego (nauki chemiczne – chemia).
Po powrocie ze stażu w 1998 r. został zatrudniony w Katedrze Chemii Fizycznej PG. Współpracował też z Katedrą Chemii Analitycznej, dla której – jeszcze przed przystąpieniem Polski do EU – wnioskował o granty europejskie, w związku z czym został wicedyrektorem Centrum Doskonałości Analityki i Monitoringu Środowiska (CEEAM, 5. PR). Uczestniczył także w programie ELME (6. PR) poświęconym ochronie mórz Europy. Przez 14 lat pełnił obowiązki pełnomocnika dziekana ds. programu Socrates i ERASMUS w jego kolejnych wersjach. Obecnie prodziekan Wydziału Chemicznego PG ds. organizacji studiów (kadencja 2012–2016 i bieżąca).
Aktywność naukowa skupia się na elektrochemii stosowanej i budowie aparatury pomiarowej, wdrożeniach oraz ekspertyzach, a także ochronie środowiska,  elektroanalizie, automatyzacji i komputeryzacji procesów pomiarowych. Dorobek publikacyjny dr Chrzanowskiego obejmuje niemal 300 pozycji, w tym ponad 30 artykułów w czasopismach naukowych z bazy JCR, współredakcję kilku książek, współautorstwo 3 skryptów akademickich, 1 rozdziału w książce oraz 14 patentów i wzorów użytkowych. Recenzent w postępowaniach doktorskich i habilitacyjnych. Kierownik grantu KBN. Publikacje Wojciecha Chrzanowskiego uzyskały prawie 1000 (966–999, zależnie od bazy) cytowań (indeks Hirscha 15), współtworzy także indeks Hirscha PG. Obecnie zajmuje się pracami wdrożeniowymi nad tzw. wskaźnikami rozmrożenia oraz jest 4. wykonawcą w projekcie Maestro. W dydaktyce był pionierem publikowania materiałów w sieci.

## Odznaczenia i wyróżnienia
- Złoty Krzyż Zasługi (2003)[4]
- Medal Komisji Edukacji Narodowej
- nagroda ministra
- kilkanaście Nagród Rektora PG
- złoty medal na targach wynalazców Technicon-Innowacje 2013[5][6], nagroda RW NOT[3].